# Éducateur de la protection judiciaire de la jeunesse
Pour les articles homonymes, voir Éducateur.
L'éducateur de la protection judiciaire de la jeunesse est un fonctionnaire d'État français de catégorie A. Il travaille au sein de la protection judiciaire de la jeunesse (PJJ) qui est l'une des directions du ministère de la Justice. Le déroulement de carrière comprend deux grades (éducateur 2e classe et 1re classe), et peut déboucher sur un passage dans le corps des chefs de services éducatifs (CSE) cadre d'emploi de catégorie A.
La PJJ est chargée principalement de deux missions. La première consiste en l'aide à la décision des magistrats (juges des enfants ou juges d'instruction dans les faits les plus graves ou complexes). Les éducateurs de la PJJ assurent cette mission en rédigeant des propositions éducatives à tous les stades de la procédure en matière pénale (déferrement, mise en examen, jugement, etc.). La deuxième mission de la PJJ est la mise en œuvre des décisions judiciaires concernant les mineurs.
L'éducateur PJJ intervient dans différents types de structures qui sont les suivantes : 
| Nom de la structure                       | Type de prise en charge |
| ----------------------------------------- | --- |
| Unité éducative de milieu ouvert (UEMO)   | Il s'agit là de prises en charge dans le milieu ordinaire du mineur (celui-ci peut être en famille, placé, incarcéré). L'éducateur met alors en œuvre les décisions du juge des enfants (mesure éducative judiciaire, mesure judiciaire d'investigation éducative, sursis probatoire, contrôle judiciaire, etc.). L'éducateur rencontre alors le mineur et sa famille au service ou à l'extérieur. L'objectif pour l'éducateur PJJ, comme pour n'importe quel éducateur, est d'identifier les freins à l'insertion socio-professionnelle, les difficultés familiales, pour accompagner le mineur dans une réflexion visant à lever ces freins et apporter des réponses aux difficultés rencontrées. L'exercice en milieu ouvert permet une prise en charge globale du mineur puisque l'éducateur est en lien avec l'ensemble des partenaires ayant à connaître la situation de celui-ci. |
| Établissement de placement éducatif (EPE) | Il s'agit là de structures d'hébergement. Le mineur est placé par décision judiciaire, dans le cadre pénal uniquement. L'éducateur s'occupe alors de la prise en charge du quotidien du mineur toujours dans un objectif d'insertion socio-professionnelle. L'éducateur travaille aussi, quand cela est possible et souhaitable, avec l'environnement familial du mineur puisque en EPE comme dans n'importe quelle autre structure l'objectif est le retour dans les dispositifs de droit commun. L'hébergement peut prendre plusieurs formes. Ainsi les EPE peuvent être constitués de plusieurs unités comme une unité d'hébergement collectif, d'hébergement diversifié (mêlant collectif et familles d'accueil). |
| Unité éducative d'activité de jour (UEAJ) | Les éducateurs en UEAJ se concentrent sur l'insertion socio-professionnelle du mineur. La particularité de la prise en charge d'un mineur en UEAJ est que celle-ci n'exerce pas de mesure judiciaire. Les jeunes sont orientés par les milieux ouverts qui ont eux la mesure judiciaire ou encore les EPE à partir de la décision de placement. En UEAJ des professeurs techniques évoluent aussi. Sur la base d'activités concrètes les éducateurs tentent de lever les freins à l'insertion en travaillent sur les savoirs de base ainsi que sur des points plus techniques (rédaction de CV et lettres de motivation, etc.) favorisant ainsi une meilleure insertion dans les dispositifs de droit commun. |
| Centre éducatif fermé (CEF)               | Les éducateurs de la PJJ interviennent aussi dans ces structures qui sont censées être une alternative à l'incarcération. Ils doivent donc composer avec des mineurs très en difficulté et un cadre très contraint (les mineurs sont placés en CEF sous contrôle judiciaire ou encore, après jugement, en sursis avec mise à l'épreuve). La majorité des CEF sont gérés par le secteur associatif habilité (SAH). Dans ce cas ce ne sont pas les éducateurs de la PJJ qui interviennent. |
| Centre éducatif renforcé (CER)            | |